# Afera kraljičine ogrlice
Afera kraljičine ogrlice (francuski: Affaire du collier de la reine) predstavlja splet okolnosti koji je doveo do incidenta na dvoru kralja Luja XVI, a njegov glavni akter bila je Lujeva supruga, kraljica Marija Antoaneta. Incident je omraženu kraljicu, čija je reputacija već bila narušena skandalima i tračevima, kasnije doveo i na sud. Afera dijamantne ogrlice zbližila je Luja i Mariju Antoanetu, ali je i pridonijela mržnji koju je narod gajio prema kraljici. Vjerovalo se da je izvela višemilijunsku prevaru kako bi uklonila političkog protivnika, kardinala od Rohana. Događaj se smatra značajnim jer je učinio narod potpuno nezadovoljnim monarhijom, što je na kraju rezultiralo Francuskom revolucijom.

## Porijeklo ogrlice
Pariški draguljari su godinama skupljali dijamante za ogrlicu koju su željeli prodati Madame du Barry, utjecajnoj ljubavnici Luja XV. Planovi im propadaju smrću Luja XV. 1774. godine, nakon koje je du Barry izgubila političku moć, te tako i njihovo zanimanje. Međutim, draguljari su se sjetili da bi ogrlicu mogli prodati novoj kraljici, Mariji Antoaneti, kako bi zadobili njenu naklonost. U to vrijeme ogrlica je koštala 1,600,000 livri. Godine 1778. Luj XVI. je odlučuje kupiti za svoju kraljicu, ali Marija Antoaneta je odbija, rekavši da je novac bolje utrošiti na opremu vojnika. Drugi navode da je kraljica odbila nositi ogrlicu napravljenu za drugu ženu, a pogotovo za kurtizanu niskog roda, koju je usto i prezirala. 
Razočarani draguljari su je sada pokušali prodati van Francuske, ali bez uspjeha. Ogrlicu su opet ponudili Mariji Antoaneti nakon rođenja njenog prvog sina, Louisa-Josepha. Ona je još jednom odbila.

## Incident
Osiromašena aristokratkinja, Jeanne de Valois-Saint-Rémy, sačinila je plan da iskoristi ogrlicu kako bi lako zaradila bogatstvo ili utjecaj. U ožujku 1784. godine upoznaje Louisa Renéa Édouarda, kardinala od Rohana i bivšeg veleposlanika francuskog dvora u Austriji. Kardinal je pao u nemilost Marije Antoanete nakon što je neke njene tajne otkrio njenoj strogoj majci, nadvojvotkinji Mariji Tereziji. 
Kardinal je, međutim, želio slijediti primjer ostalih kardinala - postati predsjednik francuske vlade. Da bi to ostvario, morao je ponovno zadobiti kraljičinu naklonost. Jeanne, vješta varalica koja se kardinalu predstavila kao grofica Lamotte, ugovorila je sastanak između njega i jedne prostituke, za koju je on mislio da je Marija Antoaneta. Kardinal od Rohana se jedne večeri sastao s "kraljicom", koja mu je ostavila ružu rekavši da mu je oprostila prijašnje nesporazume.
Jeanne de Valois je sada uspjela uvjeriti naivnog kardinala da joj je Marija Antoaneta osobno rekla kako želi da on uzme tu ogrlicu, a koju će ona kasnije platiti. On je požurio kupiti ogrlicu, a zatim ju je dao "grofici", misleći da će je ova odnijeti kraljici. Marija Antoaneta, naravno, nije nikada vidjela ogrlicu - Jeanne ju je dala svom mužu, koji je iz ogrlice povadio dijamante i prodao ih Londonskim draguljarima. Draguljari od kojih je kardinal uzeo ogrlicu zahtijevali su da ima kraljica plati, ali Marija Antoaneta nije znala o kojoj je ogrlici riječ. Kardinal i samoprozvana grofica su izvedeni pred sud, koji je 31. ožujka 1786. njega oslobodio optužbi a nju osudio na bičevanje i zatvor za prostitutke. 
Prevarantica je na kraju pobjegla iz zatvora i otišla u London, gdje je nastavila širiti glasine o Mariji Antoaneti. Zarađivala je od pisanje memoara u kojima je opisivala svoje navodne seksualne odnose s francuskom kraljicom. Poginula je pri padu s hotelskog prozora, nakon što se pokušala sakriti od poreznika. Kardinal se vratio u Pariz po završetku revolucije, nadživjevši i Luja XVI. i Mariju Antoanetu. 

## Vanjske poveznice
- Ogrlica i Marija Antoaneta  Arhivirana inačica izvorne stranice od 20. kolovoza 2014. (Wayback Machine)
- Afera kraljičine ogrlice